# L'Hostalet del Bou
L'Hostalet del Bou és una masia de Taradell (Osona) inclosa a l'Inventari del Patrimoni Arquitectònic de Catalunya.

## Descripció
Masia de planta rectangular coberta a dues vessants amb el carener perpendicular a la façana la qual s'orienta a migdia. La casa està situada dalt d'un collet prop del camí ral. Consta de planta baixa i primer pis. La façana presenta un portal adovellat protegit per una teuladeta i al primer pis s'hi obren finestres amb decoracions sinuoses a la llinda. A ponent hi ha petits cossos que continuen el vessant i s'adossen als murs de l'edificació antiga. La casa és rodejada per un mur de pedra i amplis espais enjardinats. L'estat de conservació és bo.

## Història
Petita masia situada a prop del camí ral de Vic a Viladrau i del camí de Taradell a Puiglagulla la qual cosa el convertí en lloc de posada pels vianants. Fou una antiga masoveria del Bou d'on prové el nom. La casa sembla que fou construïda vers el segle xviii. Fou restaurada i està ben conservada.